# کوه آگو
کوه آگو (به لاتین: Mount Agou) یک کوه در توگو است که در Kloto واقع شده‌است. کوه آگو ۹۸۶ متر بالاتر از سطح دریا واقع شده‌است.